# 폐기물 재생 연료

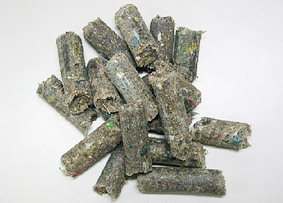

폐기물 재생 연료(Refuse-derived Fuel) 또는 폐기물 유래 연료는 폐기물을 가공해서 만든 연료이다. 가스화한 기체 연료, 액화한 액체 연료, 고체로 가공한 고형 폐기물 연료가 있다.

## 같이 보기
- 중금속
- 폐자원 에너지화